# Chip de înger
Chip de înger (titlu original engleză Angel Face) este un film nordameican de genul film noir. El a fost produs în anul 1952 sub regia lui  Otto Preminger, filmul transpune pe ecran nuvela lui Chester Erskine.

## Acțiune
Echipa de urgență medicală a lui  Frank Jessup este chemată la Beverly Hills. Cauza urgenței este cauzată de o intoxicație cu gaz suferită de  Catherine, a doua soție s scriitorului Charles Tremayne. Frank după ce a reușit să salveze femeia, caută să liniștească pe tânăra Diane, fiica scriitorului, care face o criză de isterie. El o mai întâlnește pe Diane, o invită la dans și neglijează întâlnirea cu prietena lui Mary Wilton. În zillele următoare Diane o întâlnește pe Mary, pe care încearcă zadarnic să o convingă despre caracterul negativ a lui Frank. Frank prin intermediul Dianei este angajat ca șofer al familiei Tremayne. Diane începe să-l convingă pe Frank despre răutatea Catherinei, mama ei vitregă. Frank remarcă uneltirile Dianei care caută să-și înlăture mama vitregă. Planul Dianei reușește în parte, însă în accidentul plănuit de ea moare nu numai Catherine, ci și tatăl Dianei. Ea în fața avocatului își recunoaște vinovăția, însă avocatul ei Dr. Barrett, reușește prin căsătoria lui Frank cu Diana, să convingă instanța de nevinovăția ei. După proces  cu toate rugămințile Dianei, Frank vrea să divorțeze și să se reîntoarcă la Mary. Diana care șofează mașina produce intenționat un accident, ambii vor muri în aceași prăpastie unde au murit părinții ei.

## Distribuție
- Robert Mitchum: Frank Jessup
- Jean Simmons: Diane Tremayne
- Mona Freeman: Mary Wilton
- Herbert Marshall: dl. Charles Tremayne
- Leon Ames: Fred Barrett
- Barbara O'Neil: dna. Catherine Tremayne
- Kenneth Tobey: Bill Crompton
- Raymond Greenleaf: Arthur Vance
- Jim Backus: procurorul Judson
- Robert Gist: Miller